# Triammatus brunneus
Triammatus brunneus är en skalbaggsart som beskrevs av Stefan von Breuning 1947. Triammatus brunneus ingår i släktet Triammatus och familjen långhorningar. Inga underarter finns listade i Catalogue of Life.